# Incshon
Incshon (Incheon) („bölcs folyó”) 2,8 millió lakosú nagyváros Dél-Koreában a Sárga-tenger partján, az ország északnyugati részén, Szöultól 28 km-re nyugatra. Közigazgatási szempontból Incshon (Incheon) tartományi jogú város Dél-Koreán belül. Itt található az Incshoni (Incheoni) nemzetközi repülőtér, valamint az incshoni (incheoni) metró, és Szongdo (Songdo) okos város.

## Városvezetés
A város élén az Ju Dzsongbok (유정복, Yoo Jeong-bok) polgármester áll, a People Power Pártból.

## Éghajlat
Incshon (Incheon) nagyjából San Franciscóval, Madriddal és Washingtonnal van egy szélességen; ennek megfelelően éghajlata mérsékelt égövi, kontinentális, részben óceáni. A hőingás a tenger közelsége miatt kisebb, mint az ország belsejében. Az évi átlaghőmérséklet 12,1 °C; a melegrekord 38,9 °C, a leghidegebb feljegyzett hőmérséklet –21°C. Az évi átlagos csapadékmennyiség 1234 mm. Az uralkodó szélirány észak-északnyugati. Évi átlagban 49 nap ködös. A sárga szél jellemző a tavaszi időszakban.

## Közigazgatás
|                           |          |                 |                 |
| Név                       | Hangul   | Handzsa (Hanja) | Népesség (2021) |
| — Kerületek —             |          |                 |                 |
| Puphjong-ku (Bupyeong-gu) | 부평구   | 富平區          | 504,928         |
| Tong-ku (Dong-gu)         | 동구     | 東區            | 62,616          |
| Kjejang-ku (Gyeyang-gu)   | 계양구   | 桂陽區          | 299,847         |
| Csung-ku (Jung-gu)        | 중구     | 中區            | 143,218         |
| Micsuhol-ku (Michuhol-gu) | 미추홀구 | 彌鄒忽區        | 413,020         |
| Namdong-ku (Namdong-gu)   | 남동구   | 南洞區          | 533,926         |
| Szo-ku (Seo-gu)           | 서구     | 西區            | 552,001         |
| Jonszu-ku (Yeonsu-gu)     | 연수구   | 延壽區          | 402,558         |
| — Megyék —                |          |                 |                 |
| Kanghva (Ganghwa)         | 강화군   | 江華郡          | 69,802          |
| Ongdzsin (Ongjin)         | 옹진군   | 甕津郡          | 20,535          |